# Carl August Krebs
Carl August Krebs, född 16 januari 1804 i Nürnberg, död 16 maj 1880 i Dresden, var en tysk musiker. 
Krebs hette ursprungligen Miedcke, men antog namn efter sin fosterfar, operasångaren Johann Baptist Krebs, som jämte Ignaz von Seyfried i Wien var hans lärare. Krebs blev kapellmästare 1827 vid Stadtteatern i Hamburg och 1850 vid hovteatern i Dresden samt utvecklade på båda ställena en nyttig dirigentverksamhet. Han tog avsked 1872. 
Krebs pianostycken och sånger var en tid omtyckta. Dessutom skrev han mässor, symfonier och två operor. Han invaldes som ledamot av Kungliga Musikaliska Akademien i Stockholm 1865. 
Krebs gifte sig 1850 med operasångerskan Aloyse Michalesi och hade med henne dottern Mary Krebs-Brenning.